# Harald Braun
Harald Braun (26 de abril de 1901 - 24 de septiembre de 1960) fue un director de cine, guionista y productor alemán. Dirigió 21 películas entre 1942 y 1960.

## Filmografía
- The Roundabouts of Handsome Karl (dir. Carl Froelich, 1938, writer)
- Love Me  (dir. Harald Braun, 1942)
- Between Heaven and Earth (dir. Harald Braun, 1942)
- Nora (dir. Harald Braun, 1944)
- Dreaming (dir. Harald Braun, 1944)
- Between Yesterday and Tomorrow (dir. Harald Braun, 1947)
- Keepers of the Night (dir. Harald Braun, 1949)[1]
- The Falling Star (dir. Harald Braun, 1950)
- The Man Who Wanted to Live Twice (dir. Victor Tourjansky, 1950)
- Fanfares of Love (dir. Kurt Hoffmann, 1951)
- No Greater Love (dir. Harald Braun, 1952)
- Father Needs a Wife (dir. Harald Braun, 1952)
- Fanfare of Marriage (dir. Hans Grimm, 1953)
- As Long as You're Near Me (dir. Harald Braun, 1953)
- Must We Get Divorced? (dir. Hans Schweikart, 1953)
- His Royal Highness (dir. Harald Braun, 1953)
- The Last Summer (dir. Harald Braun, 1954)
- The Last Man (dir. Harald Braun, 1955)
- Sky Without Stars (dir. Helmut Käutner, 1955)
- Beloved Enemy (dir. Rolf Hansen, 1955)
- Reaching for the Stars (dir. Carl-Heinz Schroth, 1955)
- Regine (Two Worlds) (dir. Harald Braun, 1956)
- King in Shadow (dir. Harald Braun, 1957)
- The Glass Tower (dir. Harald Braun, 1957)
- The Buddenbrooks (dir. Alfred Weidenmann, 1959)
- La embajadora (1960)